# ABCドラッグ
株式会社ABCドラッグは、かつて埼玉県南西部を中心にドラッグストアを展開していた企業。

## 概要
元の店名は「ドラッグJP」であったが、1990年に企業を改名してからは「ABCドラッグ」を店名に用いていた。地域密着型店舗を目差す一方、積極的な出店計画を打ち出していた。
キャッチフレーズは「Healthy＆Beauty」であり、企業HPにはセルフメディケーションに関した薬剤師からのアドバイス動画が定期的にアップロードされていた。
2012年9月1日付けで、同業のドラッグチェーン「セイジョー」を展開する「ココカラファイン」に事業を全面譲渡し、ABCドラッグの全店舗は順次セイジョーの店舗になった。
ABCドラッグは清算業務を行っていたが、2013年3月28日に東京地方裁判所から特別清算開始決定を受けた。

## 沿革
- 1973年12月 埼玉県狭山市に7坪の薬局を構える。
- 1990年 ABCドラッグとして法人化。
- 1992年 郊外型店舗第一号の川本店オープン。
- 2012年9月1日 ココカラファインへ事業を譲渡して事業停止。
- 2013年3月28日 東京地方裁判所から特別清算開始決定を受ける。

## 店舗
郊外立地型の店舗が主流であるが、都市型店舗も数件あった。また店舗のデザインは年々変化していた。店舗数は15。埼玉県に11、東京都に4。「ドラッグJP」の店名で4店舗、「ABCドラッグ」の店名で10店舗展開していた。